# 天津大学佐治亚理工深圳学院
天津大学佐治亚理工深圳学院（英語：Georgia Tech Shenzhen Institute, Tianjin University），位于中国广东省深圳市南山区，2017年正式招生，由天津大学和美国佐治亚理工学院合作设立。
学院开展硕士研究生和博士研究生教育，完成学业、应予毕业者将获颁天津大学颁发的学位证书、毕业证书和佐治亚理工学院颁发的学位证书。
2024年9月，美国佐治亚理工学院终止与天津大学的合作关系，停止参与深圳学院的项目。目前天津大学正寻找其他高校以继续办学。

## 历史沿革
2016年1月18日，深圳市政府与天津大学、佐治亚理工学院签署了合作办学备忘录，三方将在深圳共建天津大学佐治亚理工深圳学院；12月2日，美国佐治亚理工学院与天津大学、深圳市政府共同签署了合作办学协议。
2017年3月，天津大学佐治亚理工深圳学院招生工作启动，首批招生拟录取非全日制研究生90名，全日制研究生20名。
2019年1月，天津大学佐治亚理工深圳学院过渡校区竣工，过渡校区选址南山区桃源街道集悦城，可满足约400名学生办学规模；4月26日，过渡校区正式启用。
2020年3月，天津大学佐治亚理工深圳学院获教育部批复正式成立。
2021年8月，首届150名学生报到注册，意味天津大学佐治亚理工深圳学院正式办学。
2022年10月，天津大学佐治亚理工深圳学院永久校区正式开工建设。
2020年，天津大学被列入美国商务部的实体清单，佐治亚理工学院便决定暂停启动深圳学院的博士研究生项目，并将学生数量控制在原计划的10%。在美国国会对佐治亚理工学院与天津大学的合作关系进行审查后，佐治亚理工学院于2024年9月决定终止与天津大学的合作关系，停止参与深圳学院的项目，但该学院在读的约300名学生将有机会完成他们的学位课程。

## 专业设置
学校目前开设以下硕士项目：电子与计算机工程、计算机科学、数据科学、环境工程、工业设计。

## 校园规划
过渡校区最初选址深圳市南山区桃源街道集悦城，后因集悦城拆迁，过渡校区搬迁至深圳市南山区西丽街道深圳国际创新谷。
永久校区位于深圳市南山区桃源街道白石岭片区（原白石岭工业区），占地面积16.21公顷，总建筑面积约19万平方米，建筑物包括教室、图书馆、学生活动中心、师生宿舍、食堂、体育场馆、科研中心、国际会议中心等，办学总规模3000人，于2022年10月开工，预计于2025年投入使用。
确定永久校区选址后，深圳市建筑工务署于2021年10月正式启动天津大学佐治亚理工深圳学院设计国际招标，最终由“深圳市欧博工程设计顾问有限公司+海茵建筑设计咨询（北京）有限公司”联合体赢得该项目竞标。